# 심청의 귀환
《심청의 귀환》은 2006년 1월 29일에 KBS2에서 방영된 설날특집극이다.

## 등장인물

### 주요 인물
- 이영은 : 심청 역
- 임주환 : 이홍 역
- 임현식 : 심봉사 역

### 그 외 인물
- 안내상 : 황현감 역
- 김규철 : 백이방 역
- 김선화 : 뺑덕 역
- 현정은 : 꽃분 역
- 박정은 : 꽃분 모 역
- 박귀순 : 화주승 역
- 미상 : 삿갓 역
- 문혁 : 칠득 역
- 정근 : 팔득 역

### 특별출연
- 유태웅 : 황봉사 역